# Minuartia granuliflora
Minuartia granuliflora är en nejlikväxtart som först beskrevs av Edward Fenzl, och fick sitt nu gällande namn av Aleksandr Alfonsovitj Grossgejm. Minuartia granuliflora ingår i släktet nörlar, och familjen nejlikväxter. Inga underarter finns listade i Catalogue of Life.